# Brevibarbis decellei
Brevibarbis decellei is een insect uit de familie van de vlinderhaften (Ascalaphidae), die tot de orde netvleugeligen (Neuroptera) behoort. 
Brevibarbis decellei is voor het eerst wetenschappelijk beschreven door Tjeder & Hansson in 1992.